# Нечунаева
Нечунаева — деревня в Каргапольском районе Курганской области. Входит в состав городского поселения Каргаполье.

## История
До 1917 года в составе Усть-Миасской волости Шадринского уезда Пермской губернии. По данным на 1926 год состояла из 196 хозяйств. В административном отношении являлась центром Нечунаевского сельсовета Каргапольского района Шадринского округа Уральской области.

## Население
| 1989 | 2002 | 2010 |
| ---- | ---- | ---- |
| 222  | ↘216 | ↘169 |

По данным переписи 1926 года в деревне проживало 954 человека (417 мужчин и 537 женщин), в том числе: русские составляли 99 % населения.